# BYD F6
Der BYD F6 ist eine Mittelklasselimousine des chinesischen Automobilherstellers BYD, die formal 2007 auf der Auto Shanghai vorgestellt wurde.

## Design

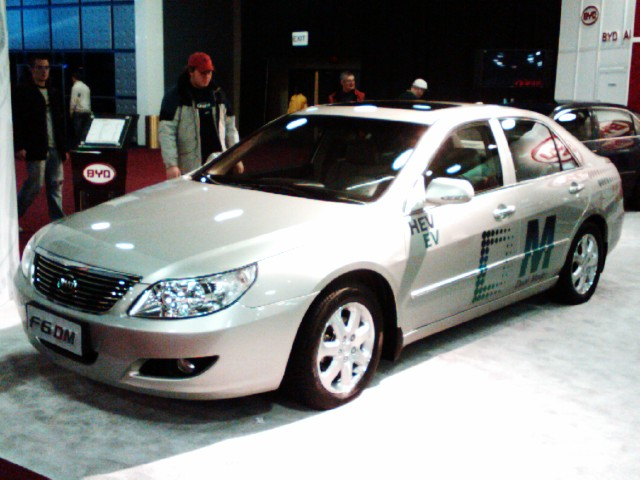
BYD F6DM

Der zwischen 2008 und 2012 gebaute F6 ist eine typische Mittelklasselimousine mit Stufenheck.

## Ausstattung
Alle Modelle sind serienmäßig mit einem DVD-Spieler, Klimaanlage, einem dem Keyless Go vergleichbaren, schlüssellosen Startsystem sowie beheizbaren Ledersitzen ausgestattet.

## Plug-in-Hybrid-Konzeptfahrzeug
Auf der NAIAS 2008 zeigt BYD ein als BYD F6DM bezeichnetes Konzeptfahrzeug das mit Plug-in-Hybrid-Technik ausgerüstet war.

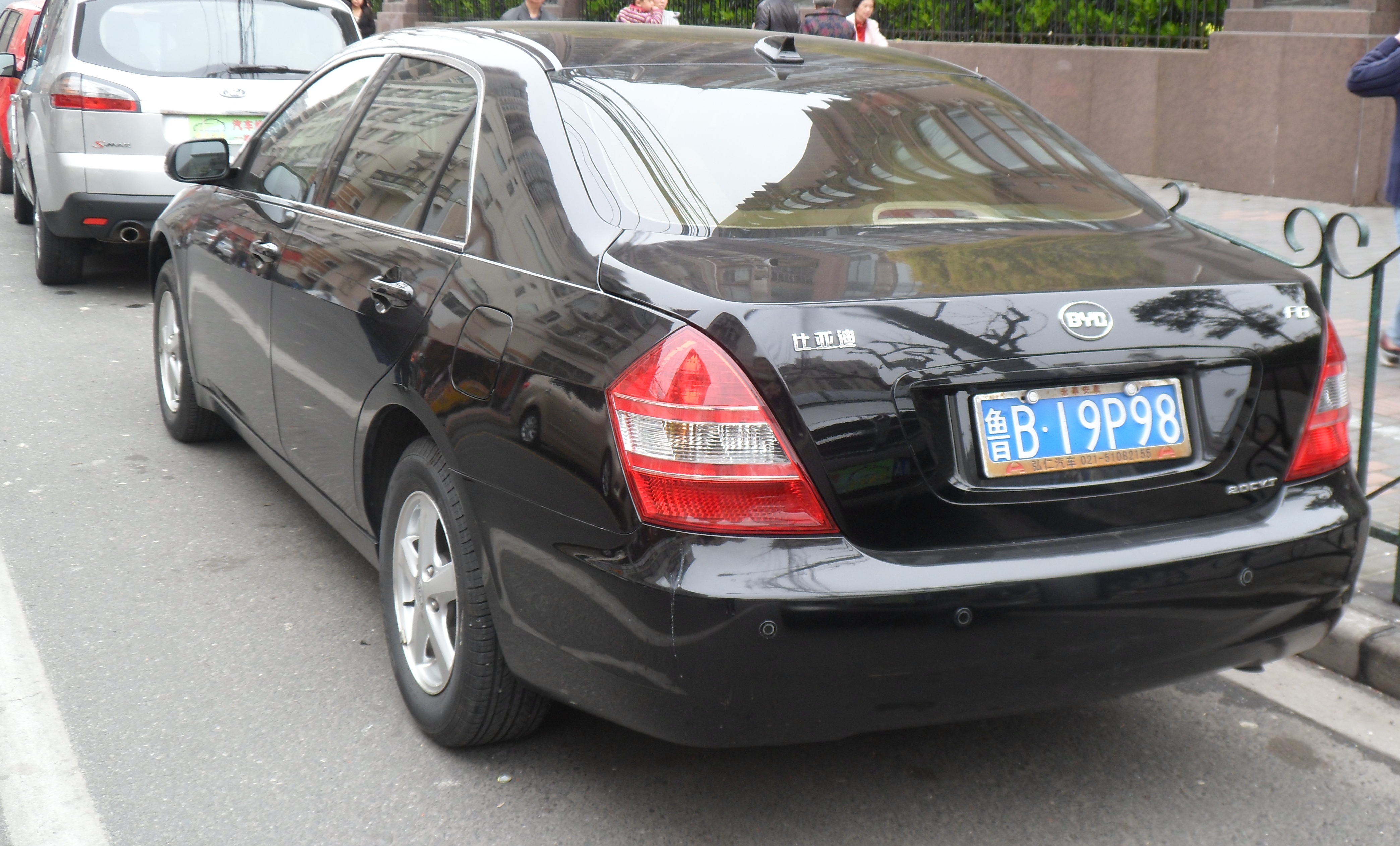
Heckansicht

## Technische Daten
Im BYD F6 kommen wahlweise ein Zweiliter-Ottomotor mit 103 kW (140 PS) (BYD-Eigenentwicklung) oder ein 2,4-Liter-Ottomotor mit 121 kW (165 PS) (Mitsubishi) zum Einsatz. Beide Motoren sind Reihenvierzylinder.
Es stehen ein manuelles 5-Gang-Getriebe (BYD) und ein von Mitsubishi entwickeltes Automatikgetriebe mit manueller Vorwahlmöglichkeit zur Verfügung.
Zum Serienumfang gehört ein von Bosch übernommenes Antiblockiersystem mit elektronischer Bremskraftverteilung.
|                               | F6 2.0                     | F6 2.4                     |
| ----------------------------- | -------------------------- | -------------------------- |
| Motor                         | Vierzylinder-Reihenmotor   | Vierzylinder-Reihenmotor   |
| Hubraum                       | 1991 cm³                   | 2378 cm³                   |
| max. Leistung                 | 103 kW (138 PS) / 6000/min | 121 kW (158 PS) / 5800/min |
| Leergewicht                   | 1435 kg                    | 1500 kg                    |
| Höchstgeschwindigkeit         | 185 km/h                   | 200 km/h                   |
| Beschleunigung von 0–100 km/h | 13,0 s                     | 11,0 s                     |